# Friedrich Wilmans
Friedrich Wilmans (* 17. Oktober 1764 in Bremen; † 8. Februar 1830 in Frankfurt am Main) war ein deutscher Verleger.

## Biografie
Wilmans – Sohn des Bremer Stadtkommandanten und Obristen Melchior Wilmans (1729–1807) und seiner Frau Sophie Christine geb. Thalmann, Tochter eines Oberschulzen – war das fünfte Kind von 24 Kindern. Außerhalb von Bremen, vielleicht in Frankfurt, machte Wilmans eine Lehre als Buchhändler.

### Bremer Zeit
1791 kehrte Wilmans nach Bremen zurück und beantragte 1792 die Konzession für eine Buchhandlung, die er im väterlichen Haus in der Katharinenstraße eröffnete. Er übernahm zunächst die Kommissionen für auswärtige Verlage. Später trat er selbst als Verleger auf. Das Geschäft wurde in Bremen führend. 1793 heiratete er eine Gastwirtstochter aus Frankfurt am Main.
Der kleine Verlag gab vorrangig lyrische Werke und Unterhaltungsliteratur heraus sowie religiöse Werke, Reisebeschreibungen, Sagen, Notenblätter und Fachliteratur. Johann Smidts Hanseatisches Magazin erschien bei ihm und die Senatoren Caspar von Lingen und Johann Heineken waren mit Rückblicken und Schriften vertreten. Seit 1800 kam eine Taschenbuchreihe mit Kupferstichabbildungen heraus, Taschenbuch der Liebe und Freundschaft gewidmet, zu der auch Goethe, Schiller und andere Klassiker Beiträge lieferten. Goethe anerkannte: „Seine Bemühungen um Literatur und Kunst sind allgemein bekannt“.

### Verlag in Frankfurt
1802 verlegte er seinen Betrieb nach Frankfurt am Main. Bis zu 20 verschiedene, vielseitige Titel brachte er nun jährlich heraus. Seine Taschenbuchreihe setzte er fort. Natürlich blieben auch viele Schriften ohne große Bedeutung, neben bedeutsamen Werken wie 1822 die Ansichten der Freien Hansestadt Bremen und ihrer Umgebung von Adam Storck, mit 16 Kupferstichen versehen. 1802 lernte er August Wilhelm Schlegel kennen, dessen Beiträge er in seinem Taschenbuch und in der neuen Zeitschrift Europa (Hrsg.: Friedrich Schlegel) veröffentlichte. Weitere Werke von Schlegel, von Clemens Brentano, von Friedrich Hölderlin und von E. T. A. Hoffmann wurden von ihm verlegt. Jugendliteratur wie GutsMuths Spielalmanach für die Jugend, Blasches Technologischer Jugendfreund und Bücher von Jacob Glatz erschienen.
Wilmanns wandte sich auch verstärkt den Werken der bildenden Kunst zu und legte Wert auf gute Kupferstiche und Graphiken in den verlegten Werken. 1804 erschien ein erstes Heft Ansichten des Rheins von Niclas Vogt; weitere folgten. Der Maler Peter Cornelius wohnte von 1809 bis 1811 im Haus des Verlegers; zwei Bilder von Wilmans und seiner Frau entstanden. Die Privatsammlung Wilmans fand bei Goethe anlässlich eines Besuches von 1814 Beachtung.
Zu Wilmans Freundeskreis gehörte auch der Geograph Carl Ritter während seiner Frankfurter Zeit bis 1810. Um diese Zeit hatte der Betrieb eine gewisse Blüte. 1815 beteiligte sich sein Bruder Heinrich am Verlagshaus und die Firma hieß nun Gebrüder Wilmans. Schon 1821 trennte man sich wieder. Die allgemeine Bedeutung des Verlagshandels ging zurück. Wilmans Geschäft hatte mit Schwierigkeiten zu kämpfen und verkaufte nun auch Waren wie Zigarren oder Strickwaren. E.T.A. Hoffmann lieferte von 1818 bis 1820 Beiträge für die jährlichen Taschenbücher und verlegte 1822 sein letztes Werk, das Märchen Meister Floh, bei ihm.
Massiven Aufschwung nahm Wilmans mit dem (Wieder-)Einstieg in die Rheinromantik: 1823 beauftragte er den Bielefelder Maler und Kupferstecher Friedrich Wilhelm Delkeskamp mit der Anfertigung des ersten touristischen Leporello-Rheinpanoramas aus der Vogelschau von Mainz nach Köln. Dies wurde für ihn zum einkommensstarken Bestseller. Wilmans beauftragte Delkeskamp im Weiteren mit der Anfertigung von 104 Rheinansichten und einem Main-Panorama (1829). Noch kurz vor seinem Tod bestellte er beim Frankfurter Maler Heinrich Rosenkranz ein Rheinpanorama in die Gegenrichtung, von Köln nach Mainz (1830).
Seine Buchhandlung in Frankfurt am Main wurde nach Wilmans Tod von 1830 bis Ende 1836 von seiner Witwe weitergeführt, danach von ihrem Neffen und Prokuristen Franz Bruère.

## Verlegte Werke
Eine Bibliographie der 128 wichtigsten von Wilmans in Bremen verlegten Büchern findet sich in einem Beitrag von Paul Raabe im Bremischen Jahrbuch 45, 1957, S. 153–160 gegliedert nach den Bereichen
1. Dichtung und Unterhaltungsliteratur
2. Moralpädagogik, Religiöses Schrifttum
3. Reisebeschreibungen, Geschichtswerke, Alben
4. Verschiedenes.